# Thierry Demaizière
 (novembre 2012).
Si vous disposez d'ouvrages ou d'articles de référence ou si vous connaissez des sites web de qualité traitant du thème abordé ici, merci de compléter l'article en donnant les références utiles à sa vérifiabilité et en les liant à la section « Notes et références ».
Thierry Demaizière est un réalisateur français né le 9 juillet 1959 à Saint-Rémy dans le département de Saône-et-Loire.
Après avoir été Grand Reporter à RTL, il exerce le métier de portraitiste pour l'émission hebdomadaire Sept à huit sur TF1 de 2001 à 2017. Il poursuit sa carrière au cinéma et sur Netflix comme documentariste en coréalisant ses films avec  Alban Teurlai.

## Enfance et formation
Thierry Demaizière a grandi à Pierre-de-Bresse (Saône-et-Loire). Il fait sa scolarité chez les jésuites dans le collège Notre-Dame à Dole (Jura). Il suit des études de lettres à la Sorbonne à Paris IV, dont une licence de langage et technique des médias.

## Carrière

### Carrière radio chez RTL
Il commence à travailler pour la radio en 1981 et part souvent à l'étranger pour rapporter des événements. 
Thierry Demaizière entame sa carrière de grand reporter pour RTL en 1985, au cours de laquelle il est amené à voyager en Chine, en Afghanistan, en Somalie, en Iran et en Israël. Il fut le seul journaliste radio français à être présent à Bagdad pendant la première guerre du Golfe. 
À partir de 1997, il se voit confier une interview quotidienne sur RTL, où il reçoit des personnalités qui font l’actualité. L’interview est diffusée en prime time à 8h20 chaque matin. Son ton et sa sensibilité uniques d'interviewer-portraitiste deviennent rapidement une véritable marque de fabrique.

### Carrière télévision chez TF1
Embauché par Emmanuel Chain, en 2001, il passe de la radio à la télévision où il réalise  le « Portrait » de l’émission hebdomadaire Sept à huit sur TF1. Il y reçoit beaucoup de célébrités comme Bill Clinton, Mick Jagger, Lady Gaga, Brad Pitt, Madonna, Mylène Farmer, Catherine Deneuve... Il obtiendra le prix Philippe Caloni du meilleur interviewer en 2014.
Le 6 novembre 2014, il est choisi pour interviewer le nouveau chef d'État français, François Hollande, en prime sur TF1.

### Carrière télévision ailleurs
Sa carrière télévision ne s'arrête pas à Sept à huit : en effet, en 2004, il rencontre Alban Teurlai, monteur de nombreux courts-métrages, clips et films publicitaires. Thierry Demaizière et Alban Teurlai commencent alors à coréaliser des documentaires pour les plus grands diffuseurs français, de France 2 à Canal+. Ils se définissent comme des portraitistes, réalisant onze films en dix ans, principalement des documentaires sensibles et élégants de célébrités : Karl Lagerfeld, Vincent Lindon, Fabrice Luchini, Lilian Thuram et d’inconnus : Couples, Troufions…[réf. nécessaire]

### Carrière en tant que réalisateur de cinéma et producteur
En 2009, Thierry Demaizière et Alban Teurlai créent la société Falabracks et produisent aussi bien du documentaire que des films publicitaires.
Leurs films se distinguent également par leur dimension formelle : ces portraits presque impressionnistes bénéficient d’une signature esthétique exceptionnelle, à l’image comme au montage.
RELÈVE
Thierry Demaizière et Alban Teurlai accèdent au cinéma avec un premier film, Relève : Histoire d'une création, qui retrace l’aventure de Benjamin Millepied depuis sa nomination comme directeur du ballet à l’Opéra de Paris. Ce film réalisé pour Canal + va connaitre un tel succès critique qu'il sera vendu dans dix-neuf pays pour le cinéma.
Le film sort en salle en France en septembre 2016, après avoir été sélectionné dans de nombreux festivals internationaux, dont celui de Tribeca à New York.
ROCCO
Ensemble, ils réalisent un second film pour le cinéma en 2016 en coproduction avec Mars Films et Programme 33 : Rocco, un portrait de Rocco Siffredi, qui est programmé en novembre 2016, après avoir été présenté à la Mostra de Venise, dans la sélection Venice Days.[réf. nécessaire]
LOURDES
En 2019, Thierry Demaizière et Alban Teurlai en réalisent pour le cinéma un film sur les pèlerins de Lourdes qui rencontrera un grand succès critique et public. Avec ses 250000 spectateurs LOURDES sera sélectionné aux Césars et sera le documentaire de cinéma qui aura obtenu le plus grand nombre d'entrées en 2019.[réf. nécessaire]
MOVE
En 2020, Thierry Demaizière et Alban Teurlai, en coproduction avec Gaumont, réalisent pour la plate-forme Netflix une série consacrée à la danse intitulée MOVE. 5 épisodes sur 5 types de danse et sur 6 chorégraphes: Lil Buck et Jon Boogs, Israel Galvan, Kimiko Versatile, Akram Khan.[réf. nécessaire]
ALLONS ENFANTS
Sorti en salle le 13 avril 2022, fera l’ouverture du 72ème Festival International du Film de Berlin (Berlinale) dans la catégorie Generation, et sera nommé aux CÉSAR 2023 dans la catégorie Meilleur Film Documentaire. Thierry Demaizière et Alban Teurlai y dressent le portrait de jeunes élèves de la section Hip Hop du lycée Turgot à Paris, qui grâce à la danse brisent la spirale de l’échec scolaire.[réf. nécessaire]

## Récompenses
Lors de la huitième édition du prix Philippe Caloni, en 2014, le jury a tenu à distinguer Thierry Demaizière comme meilleur intervieweur de l'année pour ses portraits dans Sept à huit (TF1).

## Filmographie
- 2004 : L'Ordre des choses, l'amiral De Gaulle raconte son père dans l'intimité de La Boisserie, produit par Éléphant et Compagnie
- 2007 : Lost in Vegas , pour Canal +, produit par Éléphant et Compagnie
- 2008 : Karl Lagerfeld, un roi seul pour France 5, produit par Éléphant et Compagnie
- 2009 : Robert Luchini dit Fabrice, pour France 5 , produit par Éléphant et Compagnie
- 2009 : Thuram, pour Canal +, produit par Éléphant et Compagnie
- 2010 : Ces messieurs dames, pour France 3, coproduit par Falabracks et Éléphant et Compagnie
- 2011 : Troufions, pour France 2, produit par Falabracks
- 2012 : Revolvers, un documentaire sur Vincent Lindon, France 5, coproduit par Falabracks et Éléphant et Compagnie.
- 2013 : Entre autres, série documentaire en 10 épisodes de 26 minutes, coréalisée avec Alban Teurlai, produite par Falabracks
- 2015 : Le Couple, documentaire en 2 épisodes de 52 minutes, coréalisé avec Alban Teurlai, produit par Falabracks pour Infrarouge
- 2016 : Relève : Histoire d'une création, documentaire sur une création de Benjamin Millepied à L'Opéra de Paris, co-réalisé avec Alban Teurlai pour Canal +, sortie cinéma septembre 2016
- 2016 : Rocco, documentaire sur Rocco Siffredi, co-réalisé avec Alban Teurlai, sorti en novembre 2016
- 2019 : Lourdes, film documentaire co-réalisé avec Alban Teurlai
- 2020 : Move, série de 5 documentaires sur la danse
- 2022 : Allons enfants
- 2024 : À corps perdus, film documentaire co-réalisé avec Alban Teurlai sur des participants aux Jeux paralympiques d'été de 2024 et diffusé par France 2 en prime
- 2024: Vincent Lindon, coeur sanglant